# 1945 en basket-ball
Chronologie du basket-ball
1944 en basket-ball - 1945 en basket-ball - 1946 en basket-ball
Les faits marquants de l'année 1945 en basket-ball :

## Récapitulatifs des principaux vainqueurs de compétitions 1944-1945

### Masculins
| Europe - France : Championnet. - Grèce : non disputé. - Italie : non disputé. - URSS : CDKA Moscou. - Yougoslavie : Armée yougoslave (Première édition du championnat de Yougoslavie). | Amériques | Afrique, Asie, Océanie |

### Féminines
| Europe - Espagne : non disputé (création en 1964). - France : Stade Marseillais UC. - Grèce : non disputé (création en 1968). - Italie : non disputé. | Amériques | Afrique, Asie, Océanie |